# والتر مولر
 والتر مولر (انگلیسی: Walther Müller؛ زاده ۶ سپتامبر ۱۹۰۵ درگذشته ۴ دسامبر ۱۹۷۹) یک فیزیک‌دان اهل آلمان بود.